# Prądzyński II
Prądzyński II (Prondzinski, Prondzynski, Pluto-Prądzyński, Pluto-Prondzyński, Księżyc odmienny) – kaszubski herb szlachecki, według Przemysława Pragerta odmiana herbu Księżyc.

## Opis herbu
Opis z wykorzystaniem zasad blazonowania, zaproponowanych przez Alfreda Znamierowskiego:
W polu błękitnym z prawej dwie gwiazdy złote w słup, z lewej półksiężyc złoty z twarzą w prawo. Klejnot: nad hełmem w koronie trzy pióra strusie. Labry błękitne, podbite złotem.

## Najwcześniejsze wzmianki
Herb wymienia Juliusz Karol Ostrowski (Księga herbowa rodów polskich) i Żernicki (Der polnische Adel).

## Herbowni
Prądzyński (Plondzinski, Prandzienski, Prądzienski, Prądziński, Prodzinski, Prondzinski, Prondziński, Prondzynski, Prondzyński, Prozinski) z przydomkiem Pluto (Pluta, Plucik). Lista herbów innych Prądzyńskich dostępna w haśle Prądzyński.